# Ekocentrism
Ekocentrism (/ˌɛkoʊˈsɛntrɪzəm/; av grekiska: οἶκος oikos, "hus" och κέντρον kentron, "center") är ett etiskt förhållningssätt där naturens samspel står i fokus.
Detta synsätt värderar alla delar av ekosystemet lika högt, levande som icke-levande delar, eftersom det är ekosystemet i sin helhet som är det viktiga. Ekocentrismen är ett holistiskt tänkesätt och lägger ej tonvikt på den enskilda individen. 
Biocentrism är en liknande ontologisk vinkel eftersom båda lägger stor vikt i levande varelsers inneboende värde, men skiljer sig främst i hur de behandlar den abiotiska, ickelevande miljön. Biocentrism betonar att alla levande ting är likvärdiga, exempelvis att ett träds liv ska ses lika viktigt som en människas liv, medan ekocentrismen värderar den biotiska och abiotiska miljön i ett ekosystem lika.

## Ekocentriskt management
Paul Shrivastava är författare och VD för forskningsprogrammet “Future earth” som är ett projekt för att främja hållbar utveckling. Han har lanserat begreppet ekocentrisk management som syftar till att inkludera risker som miljöförstörelse, hälsorisker och därmed även mer långsiktiga ekonomiska risker. Paul Shrivastava skrev 1995 artikeln "Ecocentric Management In A Risk Society" som beskriver sitt perspektiv på management.
Han uttrycker att i nuläget verkar ofta organisationer utifrån de klassiska och moderna management-teorierna som grundar sig i postindustrialismen där det primära fokuset ligger på risker kring den teknologiska utvecklingen och välstånd i form av vinstmaximering. Det Shrivastava förespråkar är ett paradigmskifte för management beträffande riskbedömning med ett alternativt sätt att bedöma risk som han kallar “Ecocentric Management”.

### Förhållande till liknande filosofier
Industrocentrism går hand i hand med “the traditional management paradigm” som Shrivastava nämner i sin artikel “Ecocentric management for a risk society”. Detta paradigm anser att vi bör använda jordens resurser till fullo, vilket med andra ord innebär ord att jordens resurser inte är ändliga. Industrocentrism fokuserar kring ekonomisk tillväxt på kort sikt, det vill säga det motsatta till kärnan inom ekocentrism. Enligt ekocentrismen kommer detta påverka människan negativt.
Skillnaden mellan biocentrism och ekocentrism är svårdefinierad. Biocentrism har jordens organisamer som central betydelse medan ekocentrismen handlar mer om jordens interaktiva levande och icke-levande system. Ett närbesläktat begrepp till biocentrism är zoocentrism, vilket enbart innefattar ett specifikt djur.

## Kritik
Ekocentrism har kritiserats för att öppna dörren för en antihumanistisk moral vilket riskerar att offra mänsklig välfärd för ett dåligt definierat "högre syfte". Det krävs även väldigt stora ändringar i det paradigm som redan är befäst i många befintliga organisationer och i samhället. Man måste se över om det finns en efterfrågan på teknologier som är miljövänliga. Utan en efterfrågan kan det vara svårt att införa detta paradigm då det andra paradigmet redan är så befäst i samhället och i organisationer. För att få det ekocentriska paradigmet att genomföras så måste hela samhället bidra, detta gör att det kommer ta många år innan det är genomfört.